# Rudolf Scheidegger

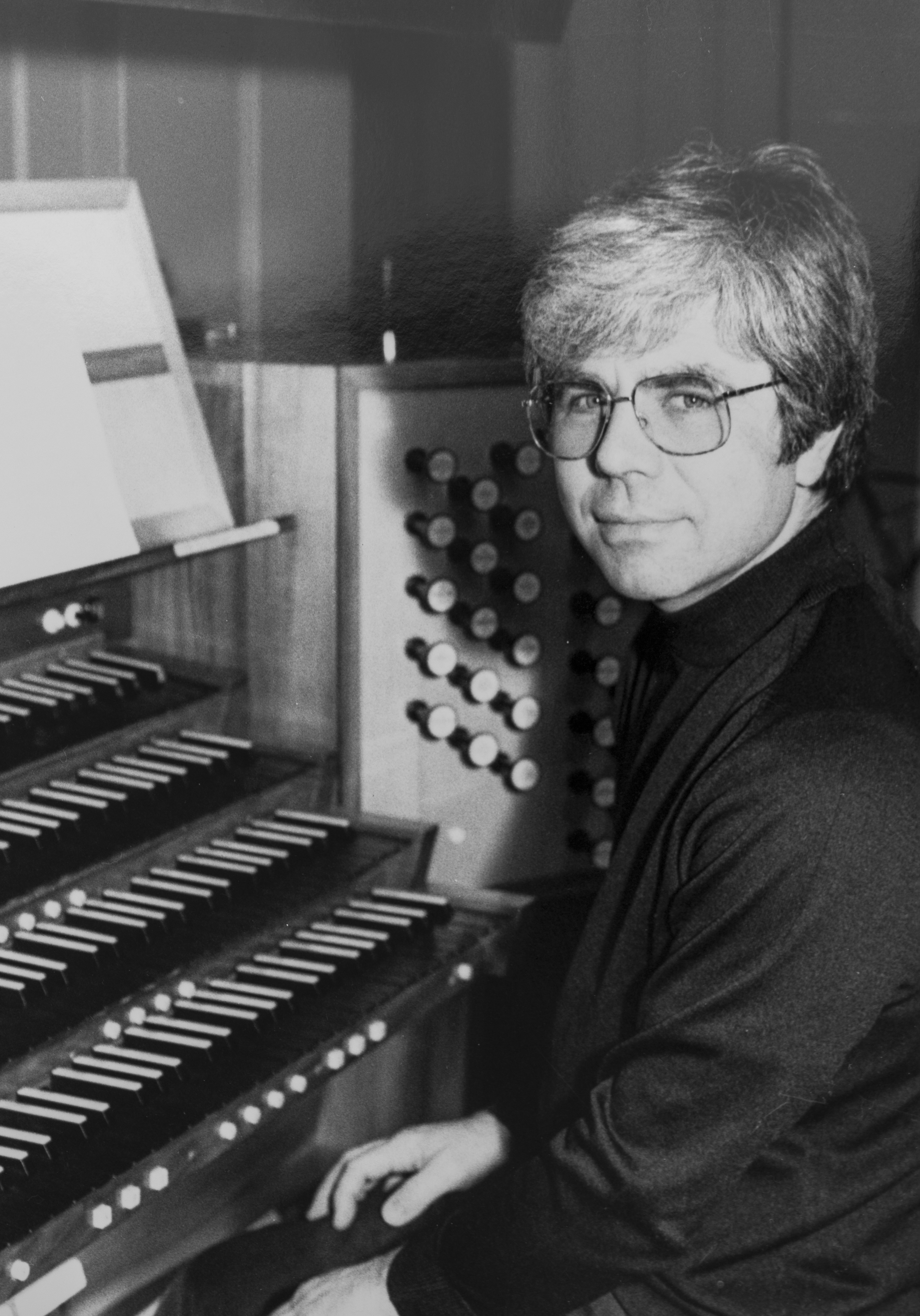
Rudolf Scheidegger 1988 an der Orgel im Grossmünster Zürich.

Rudolf Scheidegger (* 6. August 1942 in Basel) ist ein Schweizer Organist und Cembalist.

## Leben und Wirken
Rudolf Scheidegger liess sich nach der Matura am Humanistischen Gymnasium Basel an der damals noch als Konservatorium bezeichneten Musikhochschule Basel von Eduard Müller zum Organisten ausbilden. 1962 erlangte er das Lehrdiplom, ein Jahr später das Solistendiplom. Bei Jörg Ewald Dähler am Konservatorium Bern erwarb er 1971 das Solistendiplom als Cembalist. Zusätzliche Anregungen erhielt er bei Fernando Germani in Siena und bei Marie-Claire Alain in Paris.
1962 wurde Scheidegger als Organist an die Basler Peterskirche gewählt. 1987 folgte die Berufung als Organist an das Grossmünster in Zürich, wo er bis 2007 tätig war. An beiden Positionen versah er den Dienst als Kirchenmusiker, richtete er aber auch Konzertreihen ein, in denen neben ihm selbst bedeutende Solisten auftraten. Zwischen 1978 und 1989 leitete er an der Musik-Akademie Basel als Nachfolger Eduard Müllers eine Orgelklasse, von 1986 bis 2007 war er in gleicher Funktion (und als Nachfolger von Hans Vollenweider) an der Musikhochschule Zürich tätig. Als Experte wurde er in Jurys eingeladen, an der Musikhochschule Basel ist er seit langem als Allgemeiner Experte engagiert; als Fachexperte wirkte er bei Neubauten und Restaurierungen von Orgeln mit.
Mit dem Debüt 1960 in Basel nahm Scheidegger seine Konzerttätigkeit auf. In Basel brachte er 1967/1968 das Cembalowerk, in Zürich 1999/2000 das Orgelwerk Johann Sebastian Bachs zu umfassenden zyklischen Aufführungen. Als Organist trat er in ganz Europa, in Israel, in den USA, Kanada und Japan auf. Seine Programme gestaltete er nach aussagekräftigen strukturellen Prinzipien.
Vielfältig war auch seine Tätigkeit im Bereich der Kammermusik. Als Cembalist bildete er zusammen mit August Wenzinger und Hannelore Müller ab 1968 das «Basler Viola da Gamba-Trio». Ausserdem wirkte er in der Konzertgruppe der Schola Cantorum Basiliensis sowie im «Linde-Consort» um den Blockflötisten Hans-Martin Linde; all diese Ensembles leisteten Pionierarbeit im Bereich der Alten Musik. Mit Günther Fetz arbeitete er zwischen 1969 und 1994 in einem Cembalo-Duo zusammen.
Zahlreiche Aufnahmen in Hörfunk und Fernsehen sowie auf Langspielplatte und Compact Disc zeugen von Scheideggers künstlerischem Wirken.

## Diskografie (Auswahl)
- Konzertante Orgelmusik um Bach. Neidhart und Lhôte-Orgel zu St. Peter Basel (München 1971)
- Orgelmusik im Basel des 19. Jahrhunderts. Neidhart und Lhôte-Orgel zu St. Peter Basel (Calig Verlag, 1982)
- Arcangelo Corelli: 6 Sonaten aus op. 5. Mit Hans-Martin Linde, Blockflöte; Rudolf Scheidegger, Cembalo; Michael Jappe, Viola da gamba (EMI, 1981)
- Musique à la cour de Versailles. Basler Viola da gamba Trio: August Wenzinger und Hannelore Müller, Viola da gamba; Rudolf Scheidegger, Cembalo (Jecklin, o. J.)
- Johann Sebastian Bach: Brandenburgische Konzerte Nr. 1 bis 6. Linde-Consort (EMI, 1982)
- Gambenmusik von Schweizer Komponisten. Basler Viola da gamba Trio: August Wenzinger und Hannelore Müller, Viola da gamba; Rudolf Scheidegger, Cembalo (Jecklin, 1982)
- Johann Sebastian Bach: Musikalisches Opfer. Linde-Consort (EMI, 1987)
- Johann Sebastian Bach: 3 Konzerte für Orgel solo. Metzler-Orgel in der Stadtkirche Zofingen (Divox, 1993)
- Orgelmusik der Mozartzeit. Metzler-Orgel im Grossmünster Zürich (Edition Lade, 1996)
- Johann Sebastian Bach: Die Kunst der Fuge. Pflüger-Orgel zu St. Corneli in Tosters bei Feldkirch. (Edition Clarino, Bregenz 2001.)
- Johann Sebastian Bach: Orgelmusik. Metzler-Orgel im Grossmünster Zürich (Poseiton, 2005)
- Frank Martin: Concerto pour clavecin et petit orchestra. Rudolf Scheidegger, Musikkollegium Winterthur, Jac van Steen (MDG; 2008)